# Into the New World
Into the New World (Hangul: 다시 만난 세계; Dasi Mannan Segye) is de eerste single van de Zuid-Koreaanse meidengroep Girls' Generation. De single werd uitgebracht op 2 augustus 2007.
Het was eigenlijk bedoeld als een van de nummers van het tweede album van de voormalige meisjesgroep van S.M. Entertainment, M.I.L.K. Echter ging de groep in 2003 uit elkaar na het vertrek van een van de bandleden.

## Voorgeschiedenis
Het nummer werd geproduceerd door de oprichter en voorzitter van het beroemdste Koreaanse platenlabel S.M. Entertainment, Lee Soo-man.

## Videoclip
De videoclip bevat een klein aantal dansscènes. Het filmpje start met het landen van een vliegtuigje, gevolgd door een silhouet van de meiden die een lijn vormen en daarna dansen. Gedurende deze twee scènes verschijnen er teksten: "Into the New World, Or Not... It's Up to Your Choice". Tijdens de videoclip worden activiteiten die de meiden doen getoond, individueel of samen. De activiteiten per bandlid houden in:
- Yoona is kleding aan het ontwerpen voor een winkel
- Taeyeon vliegt in een klein vliegtuigje in gezelschap van Sooyoung. In de videoclip is het vliegtuig kapot en probeert Taeyeon het te repareren, waarbij Sooyoung hoopt dat het haar lukt. Het vliegtuig is succesvol gerepareerd en beiden zijn blij. In het laatste deel van deze scène rent Sooyoung achter het vliegtuig aan terwijl Taeyeon opstijgt.
- Yuri is een barista en maakt een latte. In een scène zet zij een vaas met bloemen op een tafel.
- Hyoyeon koopt een paar witte sneakers in een schoenenwinkel, waarna ze op een trap danst.
- Sunny en Jessica maken graffiti, waarin "New World 2007" te lezen is.
- Tiffany repareert een scooter en verft het roze en brengt een bloemetjesmotief en kenteken met haar naam en Girls' Generation in hanja-schrift erop aan.
- Seohyun doet aan ballet terwijl ze een papieren vliegtuigje vasthoudt op het dak van een gebouw.

## Nummers
| 1.                 | Into the New World (다시 만난 세계; Dasi Mannan Segye) | Kim Jeong-bae  | Kenzie                                                          | 4:25 |
| 2.                 | Beginning                                              | Yoon Hyo-sang  | Anna-Lena Margaretha Hogdahl, Mattias Lindblom, Anders Wollbeck | 3:03 |
| 3.                 | Honey (Perfect for You) (소원; Sowon)                  | Kwon Yun-jeong | Ingrid Skretting (Warner/ Chappell Music Scandinavia AB)        | 3:14 |
| 4.                 | Into the New World (Instrumentaal)                     | -              | Kenzie                                                          | 4:25 |
| Totale duur: 21:52 |                                                        |                |                                                                 |      |

## Verkopen
| Soort            | Aantal  |
| ---------------- | ------- |
| Fysieke verkopen | 119,623 |